# 찬드리카 쿠마라퉁가
찬드리카 쿠마라퉁가(싱할라어: චන්ද්‍රිකා බන්ඩාරනායක කුමාරතුංග, 1945년 6월 29일 ~ )는 스리랑카의 여성 정치인이다. 1994년부터 2005년까지 스리랑카 최초의 여성 대통령으로 재직한 그녀는 3차례나 총리로 재직한 세계 최초의 여성 총리 시리마보 반다라나이케의 딸이다.

## 같이 보기
- 스리랑카의 대통령

## 역대 선거 결과
| 선거명      | 직책명            | 대수 | 정당   | 득표율 | 득표수      | 결과 | 당락                 |
| ----------- | ----------------- | ---- | ------ | ------ | ----------- | ---- | -------------------- |
| 1994년 선거 | 스리랑카의 대통령 | 5대  | 자유당 | 62.28% | 4,709,205표 | 1위  | 스리랑카 대통령 당선 |
| 1999년 선거 | 스리랑카의 대통령 | 5대  | 자유당 | 51.12% | 4,312,157표 | 1위  | 스리랑카 대통령 당선 |